# Maximiliano Jair Rodríguez Cejas
Maximiliano Jair Rodríguez Cejas (Palmitas, 6 giugno 1999) è un calciatore uruguaiano, centrocampista del Tacuarembó.

## Caratteristiche tecniche
È un centrocampista centrale.

## Carriera
Cresciuto nel settore giovanile del Danubio, ha esordito il 15 aprile 2018 in occasione del match di campionato vinto 3-0 contro il Torque.